# 灯笼果属
灯笼果属（学名：Physalis），或叫洋酸浆属，是茄科下的一個屬，分布在在世界各地温带和亚热带地区。此属的特点是果实大小与小橙子相似的，形状和结构类似小番茄,但它部分或完全地被封闭在一个大的由花萼形成的纸质外皮内。
它是草本植物，成体高度为0.4-3米，类似于普通番茄，但通常有更硬更直的茎；一年生或多年生。耐高温，需要充足阳光、温暖的气候，有些种对霜冻敏感，但其他種会在冬天休眠以忍受严寒。

## 养殖和用途

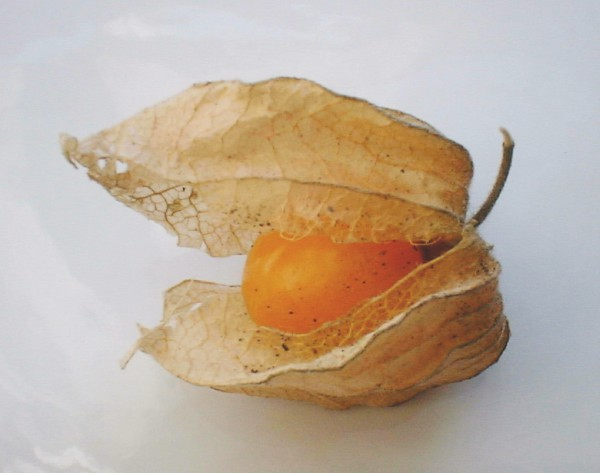
酸漿屬果實

这种植物可以生长在大多数土壤中，也很适应生长在贫瘠的土壤和盆中。在除了果实成熟期以外的全年生长中都需要大量的水。并且它会感染大多数番茄所感染的疾病和害虫。它依靠种子繁殖。
它的用途与普通的番茄或其他水果相似。将其从外壳中取出后，就可以直接食用或者制成沙拉、甜点、果酱、果冻、调味品。它们也可以像无花果、杏、葡萄一样被风干吃。 它也常被作为治疗嗓子痛的草药。Physalis peruviana（也称作“Cape Gooseberry”）的花是唯一的一个与番茄或菠萝相似的混合物。它生长在南美北美以及美洲中部，但是它主要生长在包括南非的亚热带地区。另一个最常见的类型是黏果酸漿（tomatillo，P. philadelphica）。
一些种也被种植作为观赏植物。

## 种类

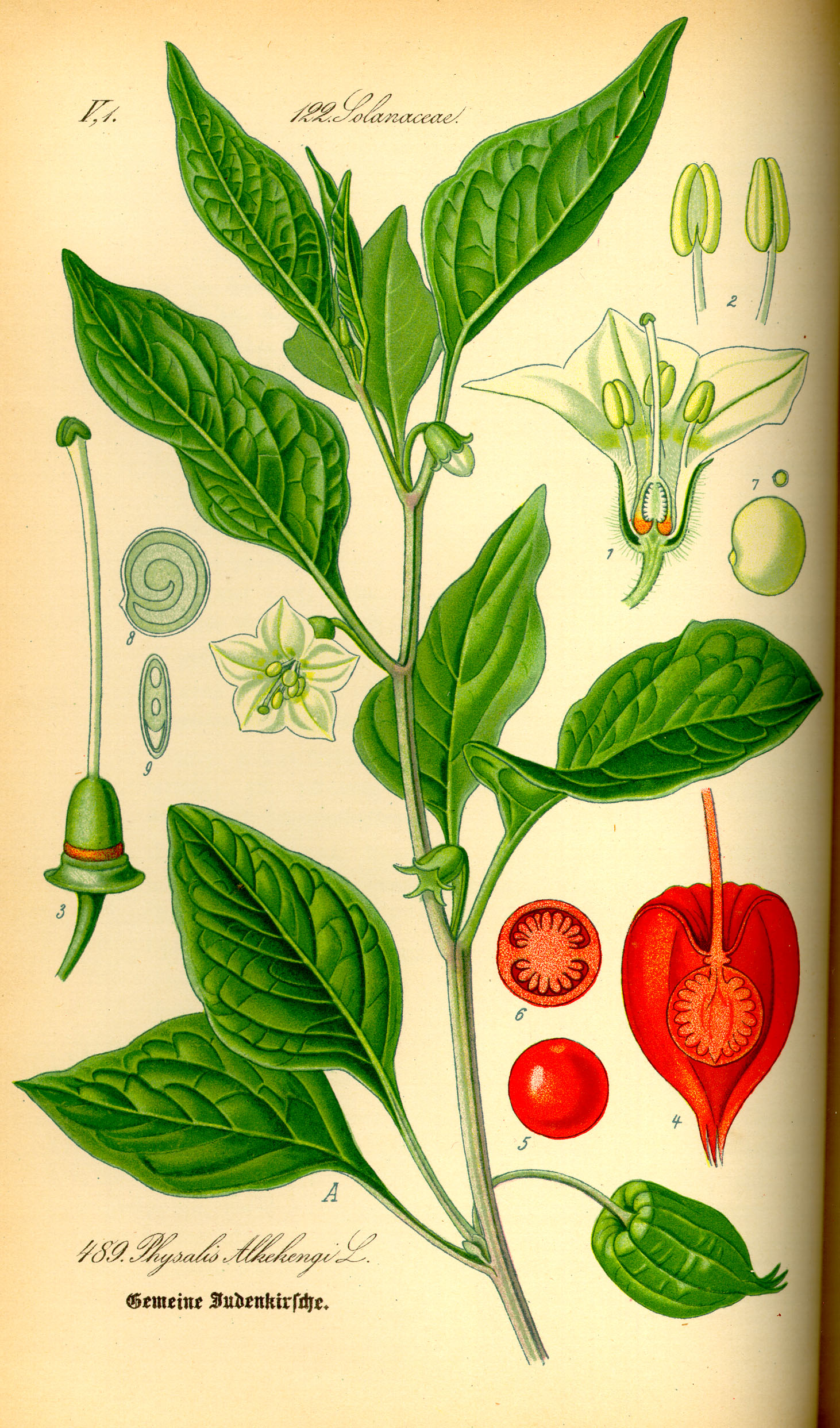
Physalis alkekengi

- 苦蘵（Physalis angulata L.）炮仔燈、天泡子、天泡草、黃姑娘、小酸漿、樸樸草、打額泡。
- 棱萼酸浆（Physalis cordata P. Mill.）
- 毛苦蘵（Physalis minima L.）
- 灯笼果（Physalis peruviana L.） 秘鲁苦蘵
- 毛酸漿（Physalis pubescens L.）洋姑娘、甜姑娘、戈力
- 黏果酸漿（Physalis philadelphica L.），又稱墨西哥酸漿，為綠色莎莎醬等原料

以下物种已不再是本属：
- 酸浆 Alkekengi officinarum（原Physalis alkekengi）

## 冷知識
- 在動畫機動戰士GUNDAM 0083：Stardust Memory中，高達試作2號機以灯笼果属命名。